# Гормузаки, Константин
Константин Николай барон фон Гормузаки (3 октября 1862, Черновка, Герцогство Буковина — 22 февраля 1937, Черновцы) — австро-румынский адвокат и учёный, доктор юридических наук, профессор энтомологии и биогеографии в университете Черновцов (1931), с 1919 года почетный член Румынской академии.

## Биография
Родился 3 октября 1862 в Черновцах, на то время — Буковина, Австрийская империя. Сын Николая фон Гормузаки (1826—1909) и баронессы Наталии фон Стирцея, брат Александра фон Гормузаки, последнего правителя княжества Буковины. Вырос в имении его отца и учился в средней школе в Черновцы, которую окончил в 1881 году с отличием. Он изучал право в Вене и Черновцах, естественные науки в своем родном городе. В 1888 году он поступил на службу в финансовую прокуратуру, но вскоре покинул службу, чтобы целиком посвятить себя его научных исследований. С 1900 года он неоднократно предпринимал научные исследования в Верхней Австрии. С 1911 по 1914 был членом парламента Буковины для национальной партии. В 1912 году он женился на баронессе. Во время и после Первой мировой войны, он жил со своей семьей до 1925 года в Вене и Бад-Ишль. Затем он вернулся на Буковину. После присуждения звания почетного доктора в 1930 году он был назначен в 1931 году профессором вновь созданного Департамента по энтомологии и биогеографии в университете Черновцов.

## Научная деятельность
Основным научным интересом были чешуекрылые. Занимался изучением фауны бабочек Буковины. Также изучал жуков этого региона. Пытался доказать, что современная фауна европейских бабочек сформулировалась уже с третичного периода, а не в постледниковом периоде, как это считалось ранее.
Также занимался ботаникой. Написал статьи по роду Rubus и Potentilla. Он впервые составил геоботаническую карту Буковины.

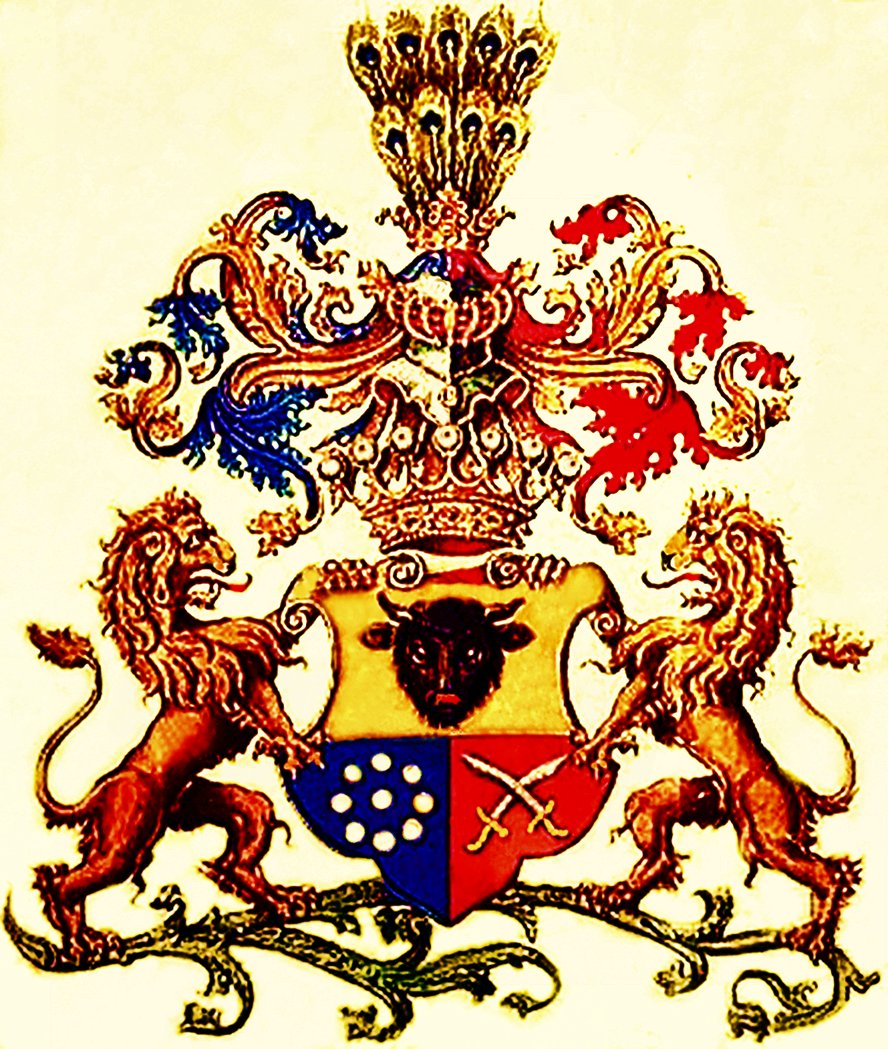
Семейный герб Гормузаки, утверждённый в 1881 году